# Bathyacmaea
Bathyacmaea is een geslacht van weekdieren uit de klasse van de Gastropoda (slakken).

## Soorten
- Bathyacmaea jonassoni Beck, 1996
- Bathyacmaea lactea S. Q. Zhang, J. L. Zhang & S. P. Zhang, 2016
- Bathyacmaea nipponica Okutani, Tsuchida & Fujikura, 1992
- Bathyacmaea secunda Okutani, Fujikura & Sasaki, 1993
- Bathyacmaea subnipponica Sasaki, Okutani & Fujikura, 2003
- Bathyacmaea tertia Sasaki, Okutani & Fujikura, 2003